# Enzo Barbaresco
Enzo Barbaresco (né le 24 avril 1937 à Gradisca d'Isonzo, dans la province de Gorizia, dans le Trentin-Haut-Adige) est un ancien arbitre italien de football, qui officia de 1967 à 1984.

## Carrière
Enzo Barbaresco a officié dans des compétitions majeures : 
- Coupe d'Italie de football 1978-1979 (finale)
- JO 1984 (1 match)